# Eddikesyreanhydrid
Eddikesyreanhydrid er en organisk forbindelse. Den består grundlæggende set af to eddikesyremolekyler bundet sammen af et oxygen molekyle. Det bruges blandt andet til fremstillingen af acetylsalicylsyre, da det er mere reaktivt end eddikesyre.
|  | Infoboks uden skabelon Denne artikel har en infoboks dannet af en tabel eller tilsvarende. |